# ジャワ人

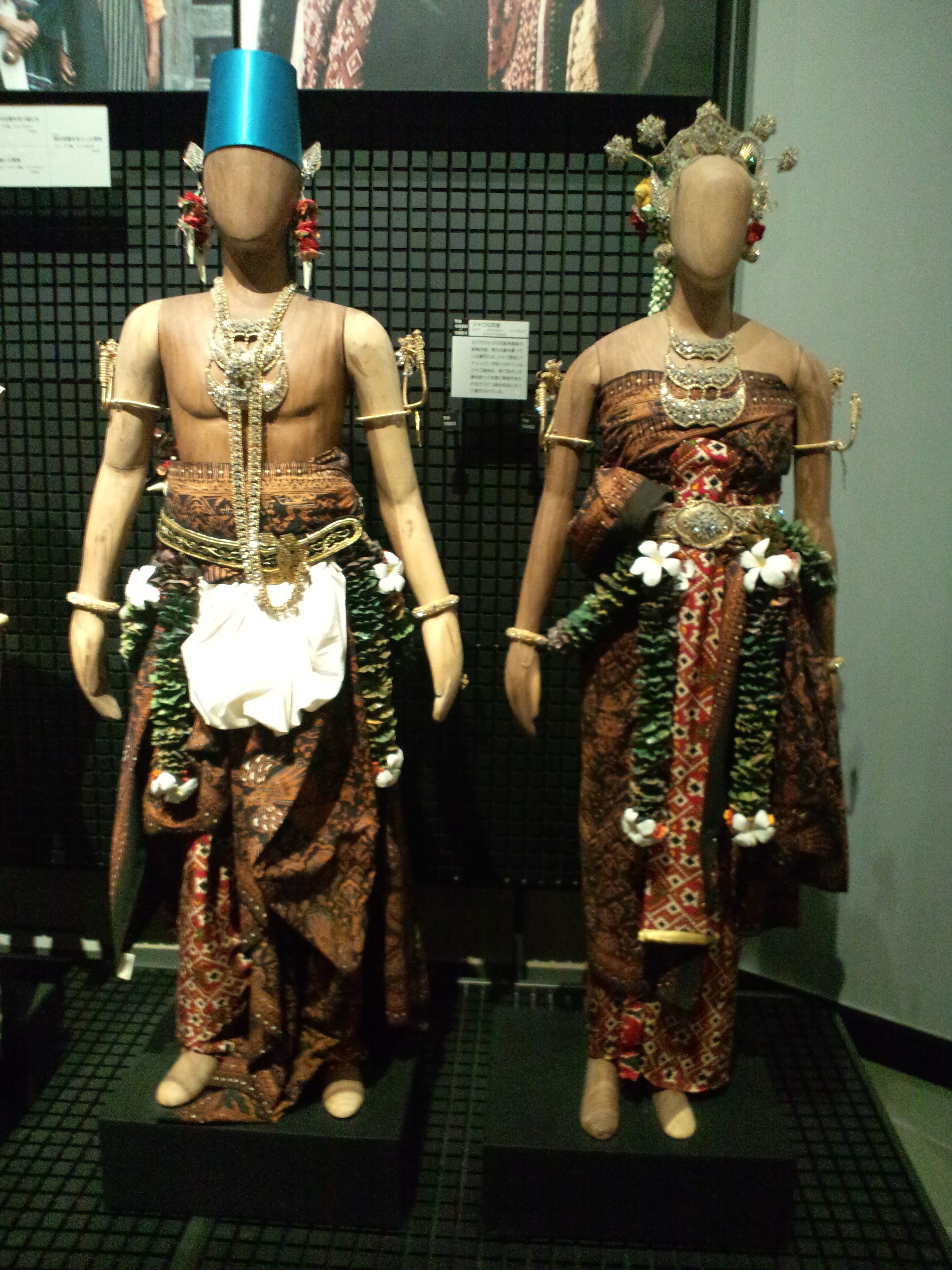
ジャワの民族衣装（国立民族学博物館・大阪府吹田市）

ジャワ人は、インドネシアのジャワ島出身・在住の民族。主にジャワ島の中央部および東部に住んでいる。人口9千万人（2004年現在）を擁し、ジャワ島およびインドネシア国内最大の民族である。

## 民族の起源と分布
インドネシアの民族のほとんどはオーストロネシア語族に分類され、ジャワ人もこの語族に属す。台湾を起源とし、フィリピンを通り、ジャワに紀元前1500年 - 1000年に移住したと考えられている。
元来ジャワ人は東ジャワ州、中央ジャワ州、およびジョグジャカルタ近辺に集中していたが、インドネシア国内の移住政策によって現在ではインドネシアのすべての州に分布しており、その人口密度も高い。西ジャワ州のみ未だにスンダ人（インドネシア国内で2番目に人口の多い民族）の存在が大きい。

## 言語
日常会話は主にジャワ語を使用している。1990年に実施された世論調査によると、ジャワ人のおよそ12%はインドネシア語を、約18%がジャワ語とインドネシア語の両方を、そして残りの約7割の人はジャワ語のみを使用すると回答した。しかし、現在ではインドネシア語を使用する人の割合が増加している可能性が高い。

## 家族制度
ジャワ人は伝統的に父方の家系をたどる父系社会である。特に、子孫が氏名の前に父方の王族の称号を利用する権利の有無を判定する際にこの制度を使用する。しかしながら、通常のジャワ人は父方の姓を名乗る習慣がない。

## 宗教
ジャワ人の多くはイスラーム信者である。他に、キリスト教信者（プロテスタント、カトリック）もいるが、その多くは中央ジャワ州に集中しており、特にカトリックはスラカルタ、マゲラン、ジョグジャカルタに多い。わずかではあるが、ジャワ人の中に仏教徒やヒンドゥー教徒も存在する。
また、ジャワ人の多くは民族宗教であるケジャウェン (kejawen) を信仰している。これは、ヒンドゥー教、仏教とイスラム教の影響を受けた地元アニミズムである。これからわかるとおり、ジャワ人はさまざまな宗教の神々や教義などの一部が混同ないしは同一視する習合の概念を取り入れている一例といえる。外部からの文化をジャワの伝統的価値観に翻訳・吸収し、うまく地元独自の新しい宗教概念を生み出している。

## 職業・生業
インドネシア国内でジャワ人は様々な職業についているが、政府や軍で働くものも多い。伝統的には、ジャワの肥沃な火山性土壌のおかげで農民が多かった。

## 社会的階層分化
1960年代に米国人で著名な人類学者のギアツがジャワ人をサントリ、アバンガン、プリヤイの3つの系統に分類した。ギアツによると、サントリは正統的なイスラム教の解釈を汲み、アバンガンはしばしばクジャワンと呼ばれるイスラム教にヒンドゥー教やアニミズムの要素を取り入れた解釈をし、プリヤイは高貴を指すと分類した。
しかしながら、この主張に対しては、社会的グループと宗教的グループを混同しているとして今日では反対意見が多い。また、この分類手法では非インドネシア系民族（アラブ系、中国系、インド系）に適用しにくいという難点がある。社会的階層分化は、平等主義者が多い北部沿海地方ではそれほど堅くない。

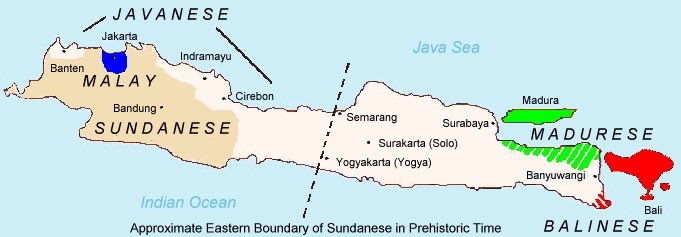
ジャワ語分布地図（白地部分）。ジャワ人の起源地とジャワ語の分布はほぼ同一である。

## 芸術

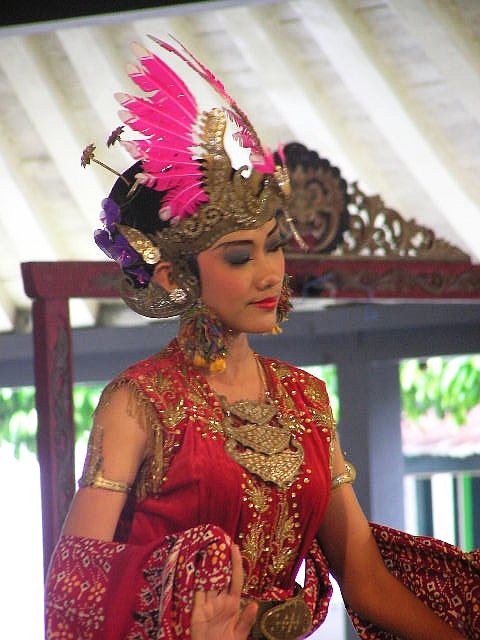
ジャワの洗練された見事な宮廷舞踊

インドネシアとその諸島の中でもジャワを起源とした芸術が最もよく知られている。
ジャワの有名なワヤンと呼ばれる人形術文化はヒンドゥー教と仏教の伝統に影響されている。ワヤンのレパートリー小説 (lakon) のほとんどは（緩くではあるが）インドからの叙事詩『ラーマーヤナ』と『マハーバーラタ』に基づいている。これら叙事詩や物語はジャワの古典舞踊と同様にワヤンのあやつり人形術に影響を及ぼした。イスラーム文化圏や西欧社会からの影響も見つけることができる。
ジャワを起源とする芸術表現の中にバティックの芸術とクリス短剣がある。ガマラン音楽のアンサンブルはジャワ島とバリ島の両方で見ることができる。これらの芸術のすべてがジャワの文化と伝統の中で重要な位置づけと機能を有している。

## 名前
一般的なジャワ人は家族の名前、つまり姓を持たず、一つの名を持つ。例えばスカルノやスハルト。ジャワ人の名前のほとんどがサンスクリット語を起源とする伝統的なジャワ語に由来する。「ス」が「良い」という意味のため「ス」で始まる名前の人気が高い。
イスラム教到来後は、多くのジャワ人が（特にイスラム教の影響がより強い聖職者や北海岸人口の間で）アラブ由来の名前を使用し始めた。一般人が1単語名なのに対し、高貴な者は2つ以上の単語を使用した名を持つが、それでも姓を持つものはほとんどいない。他の文化の影響で今日では他の言語（主にヨーロッパ系言語）の名前を使用するようになってきている。カトリック教徒ジャワ人は通常ラテン系洗礼名の後に伝統的なジャワ名を用いる。
父称を用いる人もいる。例えば、元大統領のアブドゥルラフマン・ワヒドの名前は独立運動家であり後に大臣になった父の名前に由来する（ワヒド・ハシェム）。また、この父ワヒド・ハシェムの名前はその父ハシェム・アシャリ（著名な聖職者でありナフダトゥル・ウラマーの創立者）から来ている。

## 関連書籍
- Kuncaraningrat. (1985) Javanese culture Singapore: Oxford University Press